# Роже Анен
Роже Анен (фр. Roger Hanin, справжнє ім'я — Роже Леві, фр. Roger Lévy; 20 жовтня 1925, Алжир — 11 лютого 2015, Париж) — французький актор та режисер.

## Біографія

### Ранні роки
Народився 20 жовтня 1925 року у місті Алжир. Його дідусь був рабином, а його батько — чиновником PTT («Пошта, телеграф, телефон Франції»). 
Через слабке здоров'я в дитинстві йому довелося багато займатися спортом. Зокрема, він став чемпіоном Франції з баскетболу і грав в першій лізі в пінг-понг. Коли його вигнали з ліцею за антисемітських законів Віші, він вступив в 1944 році в авіацію. Навчався в Парижі на факультеті фармацевтики та медицини.
Одружившись у 1959 році на кінопродюсером Крістін Гуз-Реналь, сестрі Даніель Міттеран (дружини Франсуа Міттерана), він таким чином поріднився з Президентом Франції. Вони були дуже близькими друзями з президентом, який навіть був його свідком на весіллі.

### Кар'єра
У 1952 році друг Роже Анена допоміг йому влаштуватися на епізодичну роль у фільмі «Le chemin de Damas». Студент медичного факультету вирішив кинути обрану професію і стати актором. Він вступив на акторські курси. Завдяки спортивному вигляду йому стали довіряти невеликі ролі крутих Перно.
У 1980-х роках, після декількох років майже повного затишшя в кар'єрі, Роже Анен повернувся на сцену. Завдяки Олександру Аркаді і його фільмами «День розплати» і «Порив сироко», він зміг розкрити свою індивідуальність «чорнонога» (так називають франкоалжирців — європейців, що жили в Алжирі до здобуття ним незалежності від Франції в 962 році) і завоювати популярність.
Саме в 1980-ті роки, після обрання Франсуа Міттерана на пост президента Франції, кінематографічна кар'єра Роже Анена пішла вгору. Якщо до цього він задовольнявся лише другорядними ролями, то тепер йому довірили ролі, такі, як наприклад, роль комісара Наварро (створену іншим другом Франсуа Міттерана). Ця роль стала його найвідомішою роллю. Перша серія цього серіалу вийшла на каналі TF1 в жовтні 1989 року. Останні зйомки закінчились 31 жовтня 2008 року.
1 листопада 2009 Роже Анен оголосив, що він закінчує свою кар'єру актора: «У мене немає ні гіркоти, ні ностальгії. У мене була приголомшлива кар'єра. Я грав Отелло, Макбета, всіх великих авторів, Піранделло, Бекетта, Клоделя, я грав великі ролі, мені нема на що скаржитися. У мене великі плани: жити! Ходити по хороших ресторанах, подорожувати, читати, писати»

### Приватне життя
У жовтні 2002 року померла його дружина Крістін Гуз-Ренал, відома в минулому кінопродюсер. Саме вона ввела Роже, нікому не відомого вихідця з Алжиру, у світ «великого кіно».
Від першої дружини Лізетт у нього народилася в 1956 році дочка Ізабелль, яка подарувала акторові двох онуків у 1993 і в 1995 роках.
З 2005 року жив цивільним шлюбом з піаністкою Аньєс Бердюго.
Влітку 2010 року впав і отримав подвійний перелом шийки стегна.